# Maçanet de Cabrenys

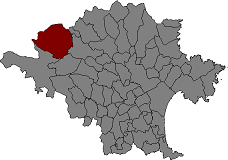
Położenie gminy na mapie comarki Alt Empordà

Maçanet de Cabrenys (hiszp. Massanet de Cabrenys) – gmina w Hiszpanii, w Katalonii, w prowincji Girona, w comarce Alt Empordà.
W 2018 roku liczba ludności Maçanet de Cabrenys wyniosła 681 – 336 mężczyzn i 345 kobiet. Powierzchnia gminy wynosi 67,91 km². Maçanet de Cabrenys znajduje się na średniej wysokości 370 metrów nad poziomem morza.
W skład gminy, poza miejscowością o nazwie Maçanet de Cabrenys, wchodzi również siedem miejscowości: Arnera, Les Creus, Les Mines, Oliveda, Les Salines, Tapis oraz Els Vilars.